# Ici Loire Océan
 (décembre 2017).
Ici Loire Océan, anciennement France Bleu Loire Océan, est une station de radio publique généraliste locale du groupe Radio France.
La radio est basée à Nantes et émet sur la Loire-Atlantique, la Vendée et une partie de Maine-et-Loire.

## Historique
Créée en 1985 sous le nom « Radio France Loire Océan » en tirant parti de la libération de la fréquence (101,8 MHz) de la radio privée Convergence-FM, elle est placée sous la direction de Christiane Chadal, et prend son nom actuel en 2000. Radio France Loire Océan, interdite par la CNCL, s'était rendue célèbre dans toute la région du fait de la sur-puissance de son émetteur et des excès médiatiques de son créateur Thierry Allio, connu sous le nom de Alain Delmas.
Auparavant, depuis 1945 jusqu'en 1985, le service public (RDF puis RTF, ORTF, FR3 et Radio France) est doté d'un émetteur de Radio Bretagne (plus tard Radio Armorique) à Nantes qui diffuse aussi des décrochages locaux. Le 15 avril 1974, l'ORTF crée une station locale de FIP, FILA (France Inter Loire-Atlantique).
En 2000, à l'occasion du « Plan Bleu », créant le réseau France Bleu, elle prend le nom « France Bleu Loire Océan ». France Bleu Loire Océan diffuse plus de 12 h de programme local par jour (De 6 h à 13 h et de 14 h à 19 h).
Le 26 juin 2015, la micro-locale de La Roche-sur-Yon ferme après 10 ans de programme spécifique à la Vendée entre 7 h et 9 h.

## Direction locale
- Directeur : Philippe Doussot
- Rédacteur en chef : Pascal Roche
- Responsable des programmes : Sophie Thomas
- Responsable technique : Stéphane Martin

## Diffusion
La radio diffuse ses programmes, en utilisant la modulation de fréquence, sur les localités suivantes : Châteaubriant, Guémené-Penfao, La Roche-sur-Yon, Les Sables-d'Olonne, Luçon, Nantes, Saint-Nazaire, Angers et l'Île de Noirmoutier.  L'antenne de diffusion est située boulevard Charles-Gauthier à Saint-Herblain.[réf. nécessaire]